# Nacionalni park Bwindi
Nacionalni park nedostupni Bwindi (engl.: Bwindi Impenetrable National Park) je nacionalni park na rubu Velike rasjedne doline, na jugozapadu Ugande (županije Kabale, Kisoro i Rukungiri) u blizini granice s DR Kongo. Park je osnovan 1991. godine proširenjem Krunskog rezervata prirode (Crown Forest Reserve, osnovan 1932.), i ima površinu od 331 km² (proširen 2003.). Osnovan je kako bi se zaštitila njegova jedinstvena planinska tropska prašuma koja je dom mnogim ugroženim vrstama kao što je planinski gorila. Zbog toga je 1994. godine upisan i na UNESCO-ov popis mjesta svjetske baštine u Africi.
U ožujku 1999. godine, 14 turista je otela paravojna skupina iz Ruande i naposljetku je ubijeno njih 8, zajedno s jednim lovočuvarom.

## Odlike
U NP Bwindi obitava više od 160 vrsta drveća (možda najviše vrsta na ovoj visini u Istočnoj Africi) od kojih je 10 endema, i preko 100 vrsta paprati koje su se udomaćile tijekom pleistocena.
Od životinja, u prašumama Bwindija obitava oko 202 vrsta leptira (najveći broj u Istočnoj Africi i 84 % ukupnih vrsta Ugande) od kojih je 8 endemskih vrsta (Papilio leucotaenia), te oko 347 vrsta ptica od kojih 78 vrsta živi samo u šumama Doline velikog rasjeda, a od njih su 22 endemske vrste (širokokljuni Grauer (Pseudocalyptomena graueri). Gorska šuma je također dom ugroženim vrstama kao što su afrički šumski slon, divovska gorska svinja (Hylochoerus meinertzhageni), afrička cibetka, istočne čimpanze, crno-bijeli kolobus (Colobus) i L'Hoestov majmun (Cercopithecus lhoesti), ali je park najpoznatiji po populaciji planinskih gorila (Gorilla beringei beringei) kojih ima oko 340, što čini polovicu ukupne svjetske populacije (ostatak živi u Nacionalnom parku Virunga u DR Kongu).
Endemske vrste Bwindija:
- Gorilla beringei beringei
- Acraea grosvenori
- Hypolimnas
- Cinnyris preussi
- Elminia albicauda
- Pycnonotus barbatus

## Poveznice
Ostala svjetska baština u Ugandi:
- Rwenzori
- Kasubi grobnice

## Vanjske poveznice
- Službena stranica nacionalnog parka Bwindi (engl.) Posjećeno 27. listopada 2011.
- The Bwindi-Impenetrable Great Ape Project  Arhivirana inačica izvorne stranice od 21. svibnja 2013. (Wayback Machine), www-bcf.usc.edu (engl.)